# 10175 Aenona
10175 Aenona este un asteroid din centura principală de asteroizi.

## Descriere
10175 Aenona este un asteroid din centura principală de asteroizi. A fost descoperit pe 14 februarie 1996 la Višnjan de Korado Korlević și Damir Matković. Asteroidul prezintă o orbită caracterizată de o semiaxă mare de 2,27 ua, o excentricitate de 0,13 și o înclinație de 5,7° în raport cu ecliptica.